# 乌拉瓦科恩达
乌拉瓦科恩达（Uravakonda），是印度安得拉邦Anantapur县的一个城镇。总人口31865（2001年）。

## 人口
该地2001年总人口31865人，其中男性16395人，女性15470人；0—6岁人口3693人，其中男1907人，女1786人；识字率60.74%，其中男性为70.88%，女性为49.99%。